# 利昂·乌里斯
利昂·乌里斯（Leon Uris，1924年8月3日—2003年6月21日）是一位美国历史小说作家。
利昂生于巴爾的摩，父母都是猶太人。他的父亲生于俄罗斯帝国的沃爾科維斯克。他的母亲也是俄裔美国人。 第一次世界大战后，利昂的父親在巴勒斯坦託管地呆了一年，之后才來到美国。
在他读高三的时候，珍珠港事件爆發，利昂·乌里斯隨後加入了美国海军陆战队。他駐扎在新西兰， 1942年至1944年期间参加了瓜达尔卡纳尔岛战役和塔拉瓦战役 。在患上登革热、疟疾和哮喘之后，他返回美国。 在旧金山疗养期间，他遇到了美国海军陆战队中士贝蒂·贝克 (Betty Beck)；兩人于1945年结婚。
退役后，他在一家报社工作，并利用业余时间写作。他根据自己在瓜达尔卡纳尔岛和塔拉瓦環礁的经历，创作了小说《战斗呐喊》（Battle Cry） ，这部小说講述的是太平洋戰爭期間的美国海军陆战队。
1958年他的小說《出埃及記》出版。這部小說從19世纪末的巴勒斯坦地區講起，一直講到1948年以色列建国。利昂·乌里斯对以色列有着浓厚的兴趣。他花了两年时间研究，並进行了数千次采访。该书出版後被翻译成十几种语言，并于1960年被改编成電影，1971年被改编成百老汇音乐剧。 
2003年，利昂·乌里斯在家中因腎功能衰竭去世，享年78岁。